# António dos Santos Lucas
António dos Santos Lucas GOA • ComSE (Gouveia, 13 de Junho de 1866 - Guarda, 25 de Setembro de 1939) foi professor e ministro dos Negócios da fazenda, do 7.º governo da Primeira República Portuguesa, entre 23 de Junho e 12 de Dezembro de 1914.

## Biografia

### Carreira académica e militar
António dos Santos Lucas fez a sua educação nas cidades da Guarda, onde frequentou o liceu, Coimbra, onde se doutorou em Matemática, na Faculdade de Ciências da Universidade de Coimbra, e Lisboa onde ingressou na Escola do Exército, optando pela arma de Engenharia. Como militar, atinge o posto de Coronel em 1919.
Paralelamente à vida militar, Santos Lucas leccionou na Escola Politécnica de Lisboa e na Faculdade de Ciências da Universidade de Lisboa, entre 1900 e 1936. Teve um papel de destaque ao introduzir em 1922/1923, pela primeira vez em Portugal, no programa da cadeira de Física Matemática, matéria sobre a Teoria da Relatividade, com um curso sobre a Relatividade Restrita e a Relatividade Geral.

### Carreira política e profissional
Entre 23 de Junho e 12 de Dezembro de 1914, Santos Lucas esteve ligado à política, como ministro das Finanças. Durante o exercício do seu cargo, elaborou dois relevantes diplomas: o primeiro, onde cria a Repartição do Património, através da criação da Inspecção da Fazenda Pública e remodelando os serviços da Direcção-Geral; e um segundo que reorganiza as repartições da Fazenda Pública.
Foi, ainda, administrador da Casa da Moeda, em 1914; director da Faculdade de Ciências e das Companhias Reunidas de Gás e Electricidade e adjunto da repartição de Geodesia. Fez parte dos Conselho de Administração da Caixa de Previdência do Ministério da Educação, entre 1926 e 1928, e de 1931 a 1938
A 28 de Junho de 1919 foi feito Comendador da Antiga, Nobilíssima e Esclarecida Ordem Militar de Sant'Iago da Espada, do Mérito Científico, Literário e Artístico e a 5 de Outubro de 1923 foi feito Grande-Oficial da Ordem Militar de São Bento de Avis.
Pela análise efectuada à situação financeira do Cofre de Previdência dos Oficiais do Exército Metropolitano, recebe um louvor, em 1933.